# Don Hutchison
Donald "Don" Hutchison (Gateshead, 9 mei 1971) is een Schots voormalig betaald voetballer die werd geboren in Engeland. Hutchison was een aanvallende middenvelder.

## Clubcarrière
Hutchison kwam gedurende zijn professionele loopbaan onder meer uit voor Liverpool, West Ham United en Everton. In zijn eerste periode bij Premier League-club West Ham United (1994–1996) maakte Hutchison op controversiële wijze, maar tegelijkertijd ook op een zeer 'cultiverende' wijze, naam voor zichzelf door in de Cypriotische toeristische trekpleister Agia Napa zijn genitaliën te bedekken met een flesje Budweiser. De geboorte van zijn bijnaam Budweiser.
Hutchisons talent werd destijds opgemerkt door Liverpool en de toenmalige manager: het clubicoon Kenny Dalglish. Dit nadat Hutchison zijn eerste stappen als profvoetballer zette bij Hartlepool United. In 1990 verhuisde Hutchison reeds naar Anfield, als negentienjarige. Met Liverpool won hij in 1992 de FA Cup, hoewel de middenvelder niet werd opgenomen op het wedstrijdblad voor de finale tegen Sunderland (2–0).
Omdat Hutchison geen basisplaats verwierf bij de Reds, verhuisde hij in 1994 naar West Ham United. Daar werd hij wel een dragende speler. In 1996 zou Hutchison Boleyn Ground verlaten, maar hij keerde in 2001 nog eens terug bij de Hammers voor opnieuw vier individueel matige seizoenen. Tussen zijn periodes bij West Ham United door was de aanvallende middenvelder ook met Everton actief in de Premier League (1998–2000). Hij speelde 75 wedstrijden voor de Toffees, waarin hij tien keer scoorde.
Hutchison speelde voorts voor Sheffield United (1996–1998) en Sunderland (2000–2001). Op het einde van zijn loopbaan speelde Hutchison voor Millwall, Coventry City en Luton Town. In 2008 zette hij een punt achter zijn loopbaan bij Luton Town.

## Interlandcarrière
Tussen 1999 en 2003 kwam Don Hutchison 26 maal uit voor het Schots voetbalelftal. De middenvelder maakte zes doelpunten voor zijn land. Hutchison debuteerde voor het nationale elftal in een tijdperk waarin de Schotten probeerden om kwalificatie af te dwingen voor het Europees kampioenschap voetbal 2000 in Nederland en België. Zijn eerste doelpunt maakte Hutchison evenwel in een vriendschappelijke interland tegen Duitsland op 28 april 1999 in Bremen. Schotland won verrassend met 0–1.
Schotland zag Euro 2000 uiteindelijk door de neus geboord, maar Hutchison was daarna terug van de partij in het teken van de Europese kwalificatie voor het WK 2002 in Japan en Zuid-Korea. Ook in deze strijd schoten de Schotten tekort. In de kwalificatieronde scoorde Hutchison in en tegen San Marino, op 7 oktober 2000. Tevens was dat zijn laatste doelpunt voor Schotland. De andere goal (0–2 eindstand) kwam op naam van de Leicester City-verdediger Matt Elliott.

### Interlanddoelpunten
| #  | Datum            | Plaats                                | Tegenstander          | Uitslag | Competitie                       |
| -- | ---------------- | ------------------------------------- | --------------------- | ------- | -------------------------------- |
| 1. | 28 april 1999    | Weserstadion, Bremen                  | Duitsland             | 0–1     | Vriendschappelijk                |
| 2. | 4 september 1999 | Asim Ferhatović Hasestadion, Sarajevo | Bosnië en Herzegovina | 2–1     | Kwalificatie Euro 2000           |
| 3. | 9 oktober 1999   | Hampden Park, Glasgow                 | Litouwen              | 3–0     | Kwalificatie Euro 2000           |
| 4. | 17 november 1999 | Wembley Stadium, Londen               | Engeland              | 0–1     | Play-offs kwalificatie Euro 2000 |
| 5. | 30 mei 2000      | Lansdowne Road, Dublin                | Ierland               | 2–1     | Vriendschappelijk                |
| 6. | 7 oktober 2000   | Stadio Olimpico, Serravalle           | San Marino            | 0–2     | Kwalificatie WK 2002             |

## Erelijst
| Competitie                |           |            |
| Competitie                | Aantal    | Jaren      |
| Liverpool                 | Liverpool | Liverpool  |
| ------------------------- | --------- | ---------- |
| Engels landskampioenschap | 1×        | 1989/90    |
| FA Charity Shield         | 2×        | 1990, 1992 |
| FA Cup                    | 1×        | 1991/92    |